# Marignac (Górna Garonna)
Marignac – miejscowość i gmina we Francji, w regionie Oksytania, w departamencie Górna Garonna.
Według danych na rok 1990 gminę zamieszkiwało 537 osób, a gęstość zaludnienia wynosiła 41 osób/km² (wśród 3020 gmin regionu Midi-Pireneje Marignac plasuje się na 564. miejscu pod względem liczby ludności, natomiast pod względem powierzchni na miejscu 881.).